# Runemagick
I Runemagick sono una band death e doom metal originaria di Göteborg, in Svezia, nata nel 1990.
Il gruppo è stato influenzato nel suono da band quali Bathory, Treblinka/Tiamat, Celtic Frost, Nihilist/Entombed, e Candlemass. Hanno cominciato come band puramente death metal, per poi cambiare sonorità e indirizzarsi verso il doom metal.
La band si è sciolta nel 1993 per poi essere rifondata nel 1997. Nel 2000, la band si separa dalla Century Media per passare all'etichetta norvegese Aftermath Music.

## Formazione

### Formazione attuale
- Nicklas "Terror" Rudolfsson - voce, chitarra
- Emma Karlsson - basso
- Daniel Moilanen - batteria

### Ex componenti
- Robert "Reaper" Pehrsson - voce, chitarra
- Johan Norman - chitarra
- Alex Losbäck - basso
- Fredrik Johnsson - chitarra
- Peter Palmdahl - basso
- Tomas Eriksson - chitarra
- Jonas Blom - batteria

## Discografia
- Fullmoon Sodomy (Demo, 1992)
- The Supreme Force of Eternity (1998)
- Enter the Realm of Death (1998)
- Resurrection in Blood (2000)
- Dark Live Magick (Live, 2001)
- Ancient Incantations - (Demo material 7", 2001)
- Requiem of the Apocalypse (2002)
- Moon of the Chaos Eclipse (2002)
- Doomed (Split con Lord Belial), 2002)
- Darkness Death Doom (2003)
- Darkness Death Doom / Pentagram  (2CD, 2003)
- On Funeral Wings (2004)
- Envenom (2005)
- Black Magick Sorceress (EP, 2005)
- Invocation of Magick (2006)
- Dawn of the End (2007)
- Evoked from Abysmal Sleep (2018)
- Into Desolate Realms (2019)